# Георгиевский, Лев Александрович
Лев Алекса́ндрович Гео́ргиевский (1860 — после 1917) — русский филолог, педагог и государственный деятель, сенатор, член Государственного совета.

## Биография
Православный. Из дворян Московской губернии. Сын филолога и деятеля народного образования, сенатора Александра Ивановича Георгиевского и Марии Александровны Денисьевой (1831—1916).
Окончил с отличием Лицей в память цесаревича Николая (1877) и русскую филологическую семинарию при Лейпцигском университете (1882).
В 1882 году поступил на государственную службу: был учителем древних языков в 1-й и 6-й санкт-петербургских гимназиях. В 1886 году был назначен инспектором 1-й гимназии, а 1887 — директором Николаевской Царскосельской гимназии. Занимал эту должность девять лет, учредил при гимназии пансион при материальной помощи мецената Ивана Васильевича Рукавишникова, ставшего почетным попечителем гимназии.
В 1896 году был переведен на пост директора Катковского лицея, сменив В. А. Грингмута, ставшего главным редактором «Московских ведомостей». Благодаря усилиям Георгиевского занятия в лицее продолжались даже во время вооруженного восстания в Москве. При нём было расширено университетское отделение и лицей стал самостоятельным высшим учебным заведением. В 1900 году был произведён в действительные статские советники.
Участвовал в работе различных комиссий при Министерстве народного просвещения по вопросам среднего образования и его реформ. В 1908 году оставил руководство лицеем поскольку был назначен товарищем министра народного просвещения. Газета Русское слово писала об этом назначении:

В кругах близких к министерству народного просвещения придают назначению товарищем министра Л. А. Георгиевского весьма симптоматическое значение. Это одно из проявлений возврата режима «твердой руки» в школе. Л. А. Георгиевский — человек сравнительно молодой. Ему не более 40 — 45-ти лет. У него властный, решительный характер, и он убежденный сторонник внедрения дисциплины в школу. В качестве директора царскосельской гимназии он проявил массу энергии. Георгиевский сторонник классицизма и художественного воспитания юношества. При нем была знаменитая постановка греческих трагедий в гимназии. По убеждениям он близок к правым и сочувствует славянофилам.

На этом посту занимался вопросами начальной и средней школы, участвовал в разработке законопроектов, касавшихся низшего и среднего образования, и отстаивал их в Государственной думе. В январе 1911 был произведен в тайные советники, а в апреле того же года — назначен сенатором, присутствующим во втором департаменте Правительствующего сената.
В 1914 году был избран первым председателем Филаретовского общества народного образования. В 1916 году его сменил на этом посту князь Д. П. Голицын. Состоял почетным членом Общества классической филологии и педагогики, основанного его отцом, и Катковского лицея.
1 января 1917 был назначен членом Государственного совета. Входил в правую группу. В мае 1917 был уволен из Государственного совета.
После революции остался в России. Дальнейшая судьба неизвестна.

## Публицистика
Опубликовал комментарии к надгробной речи Гиперида (сначала в «Журнале Министерства народного просвещения», а потом в отдельном издании), Анабасису Ксенофонта, избранным биографиям Корнелия Непота. В 1880-х был одним из редакторов «Реального словаря классических древностей», издававшегося Обществом классической филологии и педагогики, в котором Георгиевский состоял секретарем. Совместно с С. А. Манштейном издал «Иллюстрированное собрание греческих и римских классиков с объяснительными примечаниями» в 50 выпусках.
Ещё будучи учителем словесности начал публиковать статьи по вопросам педагогики и народного образования в «Журнале Министерства народного просвещения» и «Санкт-Петербургских ведомостях». Некоторое время вел отдел «Учёно-литературные новости по классической филологии» в предпоследнем.

## Награды
- Орден Святого Владимира 3-й ст. (1903);
- Орден Святого Станислава 1-й ст. (1905);
- Орден Святой Анны 1-й ст. (1909);
- Орден Святого Владимира 2-й ст. (1914).

## Сочинения
- Георгиевский Л. А. Надгробная речь [Леосфену] Гепирида. — СПб., 1883.